# Праулиена
Пра́улиена (латыш. Prauliena) — населённый пункт в Мадонском крае Латвии. Административный центр Праулиенской волости. Находится у региональной автодороги P84 (Мадона — Варакляны). Расстояние до города Мадона составляет около 6 км.
По данным на 2017 год, в населённом пункте проживало 486 человек. Есть волостная администрация, начальная школа, дошкольное образовательное учреждение, библиотека, почтовое отделение, детский и молодежный центр, гостевой дом. В 4 км к северу от деревни находится аэродром.

## История
Впервые в трудах он упоминался в 1507 году.
В советское время населённый пункт был центром Праулиенского сельсовета Мадонского района. В селе располагалась центральная усадьба совхоза «Праулиена».

## Население
| Год  | Жителей |
| ---- | ------- |
| 1969 | 76      |
| 1989 | 581     |
| 2000 | 545     |
| 2017 | 486     |